# 유행발진티푸스
유행발진티푸스(영어: epidemic typhus), 유행성발진티푸스는 티푸스의 일종이다. 이 질환의 이름에 "유행"이 포함된 이유는 이 질환이 전쟁과 자연재해를 따라 전염병을 종종 유발하기 때문이다. 병인이 되는 생물은 이속(Pediculus humanus corporis)이며, 감염된 이의 분변인 리케차 프로와제키Rickettsia prowazekii가 감염원이다. 한국에서는 제3급 법정감염병으로 분류되어 있다.

## 징후 및 증상
증상으로는 심한 두통, 지속적인 고열, 기침, 발진, 심한 근육통, 오한, 혈압 강하, 무감각, 빛에 대한 감수성, 섬망 및 사망이 있다. 전신 권태감과 함께 식욕이 떨어진다.
발진은 열이 나타난지 약 5일 후에 가슴에서 시작하여 몸통과 사지로 퍼진다. 모든 형태의 티푸스에 공통적인 증상은 39 °C에 이르는 열이다.

## 주 발생 현황
- 날씨가 추운 지역의 노숙인, 빈민 사이에서 발생
- 특히 기근, 전쟁, 자연재해 시 큰 유행이 발생할 수 있음(위생 상태가 열악한 환경에서 감염된 이가 확산되어 전파)
- 2차 세계대전 당시 유럽을 중심으로 수백만의 사망자가 발생하였음
  - 2차 세계대전 직후 일본에서 3만여명의 환자와 3,300여명이 넘는 사망자 발생
  - 2차 세계대전 이후 아프리카(이디오피아, 르완다, 부룬디)에서 대유행 발생
- 멕시코 산악지대나 중남미, 중앙아프리카, 아시아에서 풍토병으로 존재
- 국내에서는 1960년 이후에 발생 보고가 없음[7]

## 감염경로 및 잠복기
- 감염된 이에 물리거나 피부 상처, 눈 결막, 피부점막이 감염된 이의 분변과 접촉하거나, 문지르게 되면 감염될 수 있다.[4]
- 이의 배설물에서 에어로졸에 의해 전파될 수도 있다.[7]

## 치료 및 예방
독시싸이클린, 아지스로마이신과 같은 항생제를 투여하여 치료하며 최소 7일, 열이 떨어진 후에도 2~3일간 항생제 치료를 계속한다. 감염원인 이속을 제거하기 위해 환자나 접촉자의 침구, 의복 등에 적절한 살충제로 구충을 시행한다. 환자를 안정시키기 위해서 정맥 주사액과 산소가 필요할 수 있다. 8일 이내 항생제 치료를 시도한 사람의 사망률(0%)과 치료를 시도하지 않은 사람의 사망률(10-60%)의 차이는 상당하다.
예방 접종으로 감염을 예방할 수 있다. 가장 간단한 예방 방법은 이속을 차단하는 것이다. 감염이 우려되면, 옷을 완전히 갈아입고, 옷을 뜨거운 물에 씻고, 최근에 사용한 침구를 스팀살균하면 좋다. 7일간 옷을 격리 장소에 방치하게 되면, 이가 사멸되어 티푸스를 예방할 수 있다.

## 같이 보기
- 세계화와 질병